# 麟瑞
麟瑞，滿洲鑲紅旗人，清朝政治人物、同進士出身。
光緒十二年（1886年），参加光緒丙戌科殿試，登進士三甲105名。同年五月，授国子监典簿。